# Cheiracanthium japonicum
Cheiracanthium japonicum là một loài nhện trong họ Miturgidae.
Loài này thuộc chi Cheiracanthium. Cheiracanthium japonicum được Friedrich Wilhelm Bösenberg & Embrik Strand miêu tả năm 1906.